# مویرا ولی-بیکت
 مویرا ولی-بیکت  (به انگلیسی: Moira Walley) بازیگر، تهیه کننده و نویسنده کانادایی-آمریکایی است. وی با سریال شبکه ای‌ام‌سی به نام برکینگ بد تحت عنوان نویسنده و تهیه کننده همکاری داشته است. کار وی با تیم برکینگ بد از فصل دوم سریال شروع شد.

## پیوند
مویرا ولی-بیکت در بانک اطلاعات اینترنتی فیلم‌ها